# 達文特里
達文特里（Daventry，/ˈdævəntri/）是位於英格蘭北安普敦郡的一座城市。據2011年人口普查，達文特里有人口25,026人。整個達文特里區則有人口77,843人。